# Малофеево (Костромская область)
Малофеево — деревня в составе Дмитриевского сельского поселения Галичского района Костромской области России.

## География
Деревня расположена у реки Челсма.

## История
Согласно Спискам населенных мест Российской империи в 1872 году деревня относилась к 1 стану Галичского уезда Костромской губернии. В ней числилось 8 дворов, проживало 30 мужчин и 45 женщин.
Согласно переписи населения 1897 года в деревне проживало 82 человека (39 мужчин и 43 женщины).
Согласно Списку населенных мест Костромской губернии в 1907 году деревня Малодеево относилась к Фоминской казённой волости Галичского уезда Костромской губернии. По сведениям волостного правления за 1907 год в деревне числилось 18 крестьянских дворов и 115 жителей. Основным занятием жителей деревни были малярные работы.
До 2010 года деревня относилась к Челменскому сельскому поселению.